# Vlag van Garrelsweer

Dorpsvlag van Garrelsweer
(sinds 2007)

De vlag van Garrelsweer werd in 2007 door het Nederlandse dorp Garrelsweer in gebruik genomen. Het vierde zijn 950e verjaardag in 2007 met de uitgifte van een eigen vlag. Het ontwerp werd gemaakt door twee ontwerpers uit Garrelsweer: De heer E. Raad en de heer M. Vereijken, voorzitter van de plaatselijke ijsclub.
De vlag bestaat uit een geel en groen veld die doorsneden worden door een blauwe golvende baan. Groen staat voor de groene omgeving rondom het dorp. Geel verwijst de landbouw en de producten die dat oplevert. De blauwe baan representeert het Damsterdiep. Dit kanaal stroomt door het dorp heen.

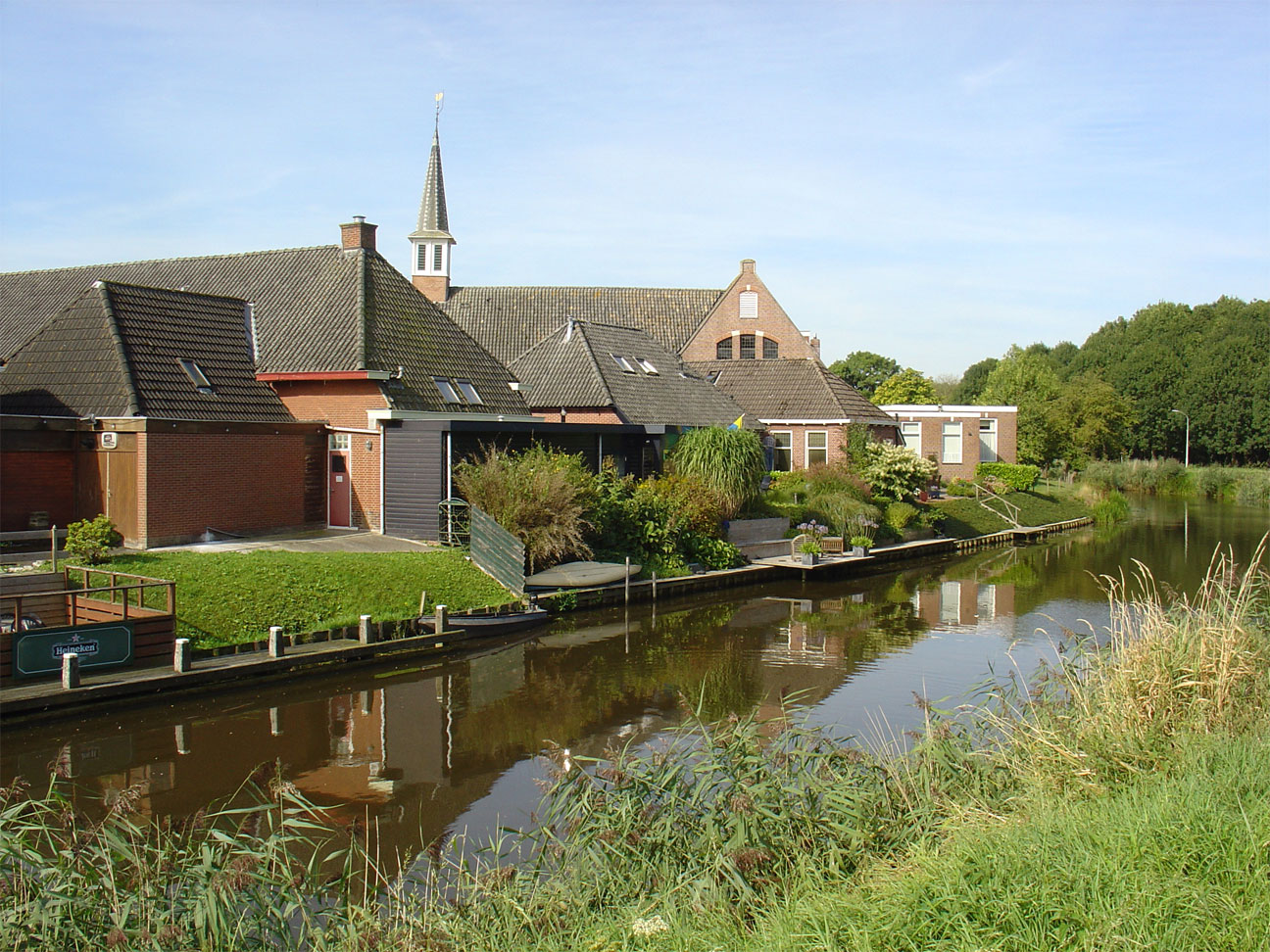
Het Damsterdiep bij Garrelsweer

Bierum
· Boerakker-Lucaswolde
· Bourtange
· De Wilp
· Drieborg
· Eenum
· Farmsum
· Garrelsweer
· Hellum
· Jonkersvaart
· Kiel-Windeweer
· Leens
· Leermens
· Losdorp
· Marum
· Middelstum
· Noordlaren
· Nuis-Niebert
· Oldekerk, Faan en Niekerk
· Onstwedde
· Schildwolde
· Spijk
· Stedum
· Wehe-den Hoorn
· 't Zandt
· Zevenhuizen
· Zijldijk